# 澳門駐世界貿易組織經濟貿易辦事處
澳門駐世界貿易組織經濟貿易辦事處（葡文縮寫：DECM (OMC)）是澳門特別行政區的政府部門，負責促進及處理澳門特別行政區與世界貿易組織成員間的經濟貿易關係及合作方面的工作，為一個代表性部門。
澳門駐世界貿易組織經濟貿易辦事處於2003年8月18日在《澳門特別行政區公報》公佈成立。辦事處直接向行政長官負責，由一名主任領導及一名副主任輔助。

## 組織法例
- 第23/2003號行政法規（2003年8月18日《澳門特別行政區公報》）

設立澳門駐世界貿易組織經濟貿易辦事處。
- 第218/2003號行政長官批示（2003年9月8日《澳門特別行政區公報》）

關於澳門駐世界貿易組織經濟貿易辦事處的組成。

## 組成
- 辦事處主任，由一名副主任輔助
- 行政管理委員會

## 職責
辦事處的職責如下：
- 在世界貿易組織及該組織成員中代表澳門特別行政區；
- 跟進澳門特別行政區在世界貿易組織範圍內簽署的多邊和諸邊協議及相關法律文件之管理和執行；
- 在經濟局和澳門特別行政區其他部門的配合下，跟進與世界貿易組織成員及其他經貿組織之關係與談判；如行政長官指定由辦事處維護澳門特別行政區的利益，辦事處須直接履行此職責；
- 向世界貿易組織及其成員宣傳及推廣澳門特別行政區在經貿方面的形象；
- 致力加強澳門特別行政區與世界貿易組織及其成員之間的現有聯繫；
- 在世界貿易組織範圍內，促進澳門特別行政區與世界貿易組織成員之間的經貿關係；
- 收集並處理對澳門特別行政區有利的關於世界貿易組織及其成員的所有資料；
- 在本身職責範圍內，開展行政長官指派的其他特別工作或計劃。